# Корпоративна идентичност
Фирмената или корпоративна идентичност в маркетинга е „лицето“ на дадена компания, хармонизираният изглед на рекламните материали, опаковките на продуктите ѝ и търговските марки, както и на посланията, които тя излъчва.
Според Филип Котлър, идентичността определя начините, по които компанията се стреми да идентифицира или позиционира себе си или продукта си, докато имиджът е начинът, по който публиката възприема компанията или продукта ѝ.
В общи линии, става въпрос за логото и поддържащите графични елементи, съобразени с набор от правила, които задават цветовата палитра, шрифтовете, изгледа на страниците и др. средства, осигуряващи визуална приемственост и разпознаваемост върху всички физически проявления на марката.
Фирмената идентичност често се разглежда като съставена от три компонента:
- корпоративен дизайн (лога, униформи, и т.н.)
- корпоративна комуникация (реклами, връзки с обществеността, и т.н.)
- корпоративно поведение (ценности на организацията, норми на поведение и т.н.)